# Sintel
Sintel (Рабочее название — Durian) — короткометражный фильм, выпущенный Blender Foundation 27 сентября 2010 года.
Как и предыдущие фильмы Elephants Dream и Big Buck Bunny, Sintel создан с помощью Blender, свободного пакета для создания трёхмерной компьютерной графики.

## Краткий обзор
Работа над проектом началась в мае 2009. Фильм был официально выпущен 27 сентября 2010 года на Кинофестивале в Нидерландах. Интернет-релиз стал доступным для скачивания 30 сентября 2010 года.

## Сюжет

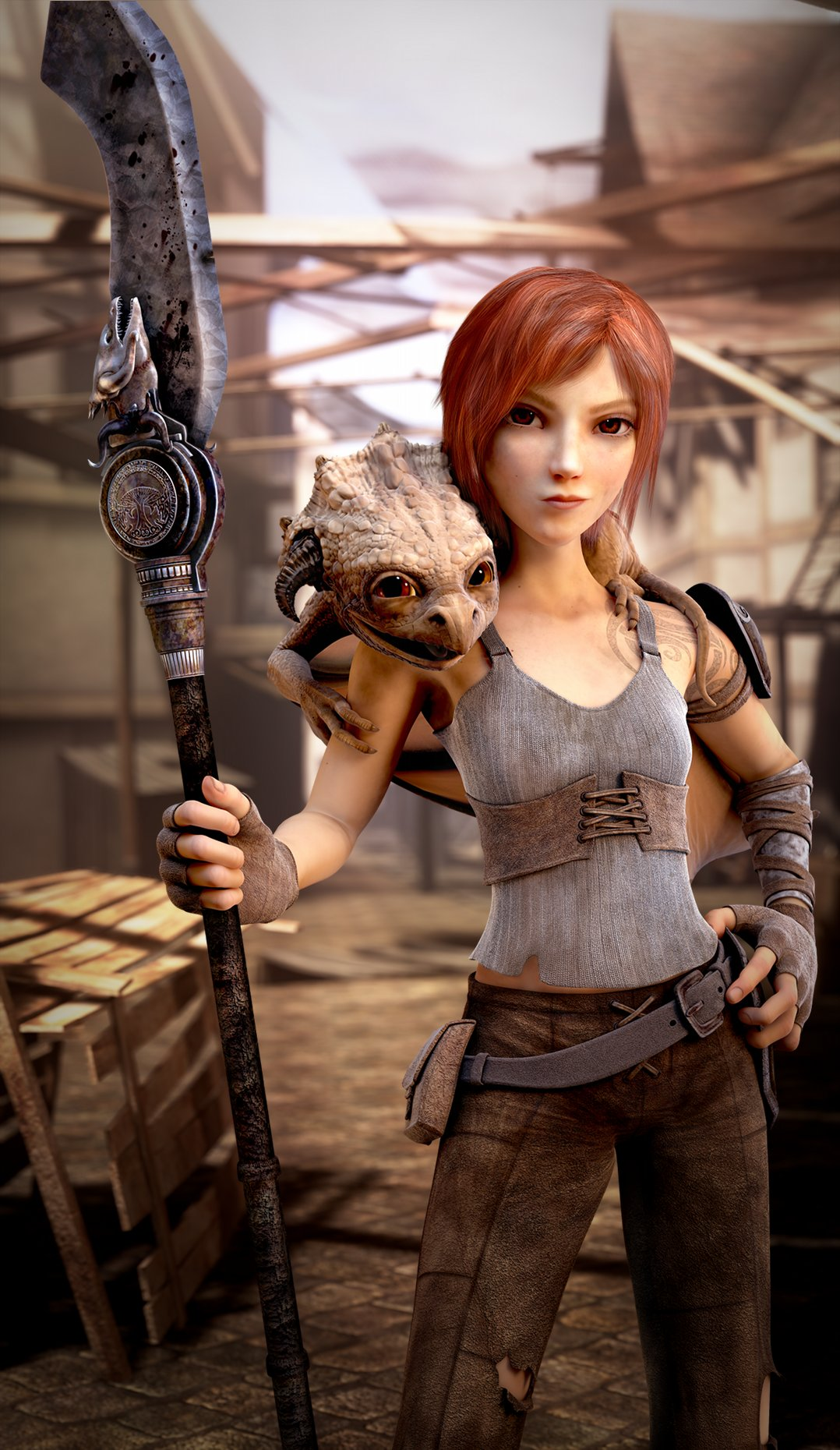
Синтел и Чешуйчик

Сюжет повествует о девушке Синтел (дат. Sintel), разыскивающей земли драконов в поисках своего друга — детёныша дракона по кличке Чешуйчик (англ. Scales).
Мы встречаем её в горах, когда на неё нападает Хранитель (англ. Gatekeeper). Усталой и замерзшей девушке удаётся его сразить его же собственным копьём. Уже теряя сознание, она замечает неподалёку юрту и, из последних сил сделав несколько шагов, падает навзничь… Просыпается Синтел от голоса хозяина юрты — шамана, который спас и приютил её. Поблагодарив его, девушка рассказывает о событиях, приведших её сюда.
Повествование возвращает нас в родной город Синтел, в день, когда она встретила дракончика, разыскивая еду на задворках. Его крыло было повреждено, и она помогла ему залечить рану. После этого Чешуйчик стал её первым и единственным другом, но когда рана на крыле зажила и дракончик начал летать, во время их прогулки по городу он был схвачен и унесен взрослым драконом. Синтел не теряя времени пускается в погоню. Она странствует по миру в попытках найти и спасти друга, сражается с хищниками, преодолевает холод, жару и непогоду.
Выслушав рассказ, шаман указывает Синтел, где находится цель её поисков. Наконец она находит пещеру, где видит большого дракона, в гнезде возле которого спит маленький дракончик. Когда она пытается унести детёныша, взрослый дракон обнаруживает и нападает на неё. В ходе схватки дракон сбивает Синтел с ног, но вместо того чтобы убить её, он колеблется, а она, пользуясь моментом, поражает дракона смертельным ударом копья — и только тогда видит знакомый шрам и понимает, что её маленький Чешуйчик вырос и именно его она только что убила… Глядя на своё отражение в луже крови, она осознает, что не только дракон сильно изменился — в поисках друга прошло слишком много времени.
Пещера начинает рушиться, и Синтел покидает её, оставляя тело Чешуйчика. Снаружи она, через какое-то время справившись с горем, сбрасывает доспехи, выбрасывает оружие и уходит прочь. Маленький и теперь одинокий детеныш дракона следует за ней…

## Предназначение
Фильм создан, в первую очередь, с целью демонстрации возможностей Blender и его улучшения, так улучшения были сделаны в пользовательском интерфейсе, системе частиц (моделирование дыма), моделировании персонажей, проработке теней, рендеринга. Эти улучшения были добавлены в публичный релиз Blender v. 2.50 альфа.

## Интересные факты
- В фильме присутствует на правах камео старик Пруг — персонаж из другой короткометражки Blender Foundation Elephants Dream.
- Ян Моргенштерн (нем. Jan Morgenstern), композитор песни «I move On», написанной специально для этого фильма, получил на седьмом международном фестивале киномузыки в Тенерифе[англ.] премию имени Джерри Голдсмита[6]. Песня распространяется на условиях CC-NC-ND[7].
- Даниэль Ордонез — мексиканский дизайнер и специалист по Blender назвал свою дочь в честь главного героя этого фильма — Синтел.
- На драконе Чешуйчике можно полетать в авиасимуляторе FlightGear: группа энтузиастов адаптировала 3D-модель, использованную в фильме, для совместимости с лётной динамикой JSBSim[8].

## Галерея

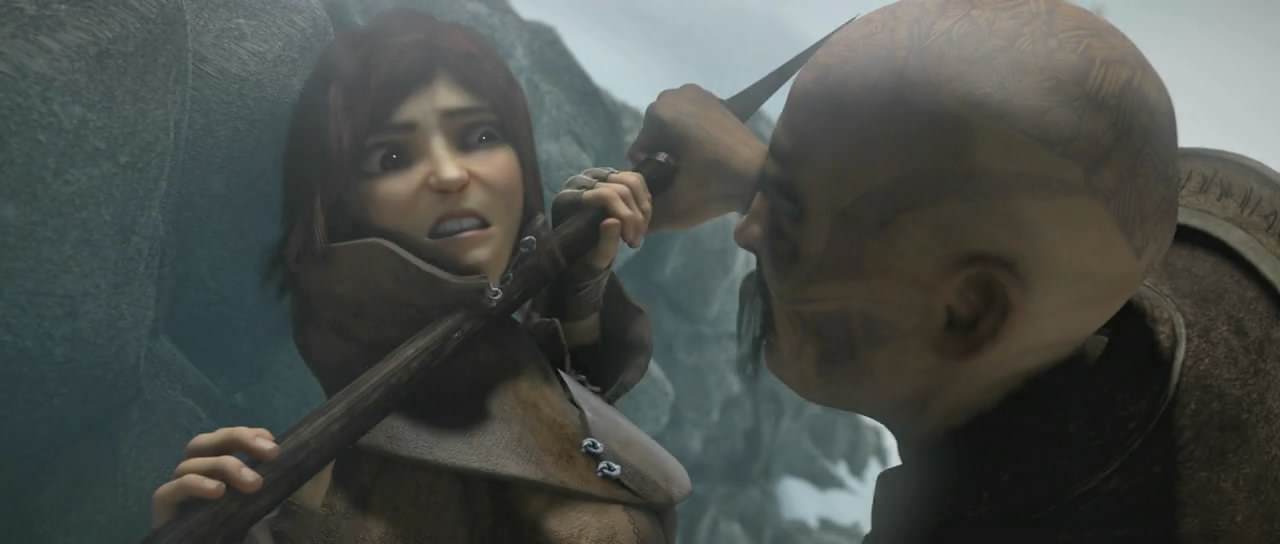
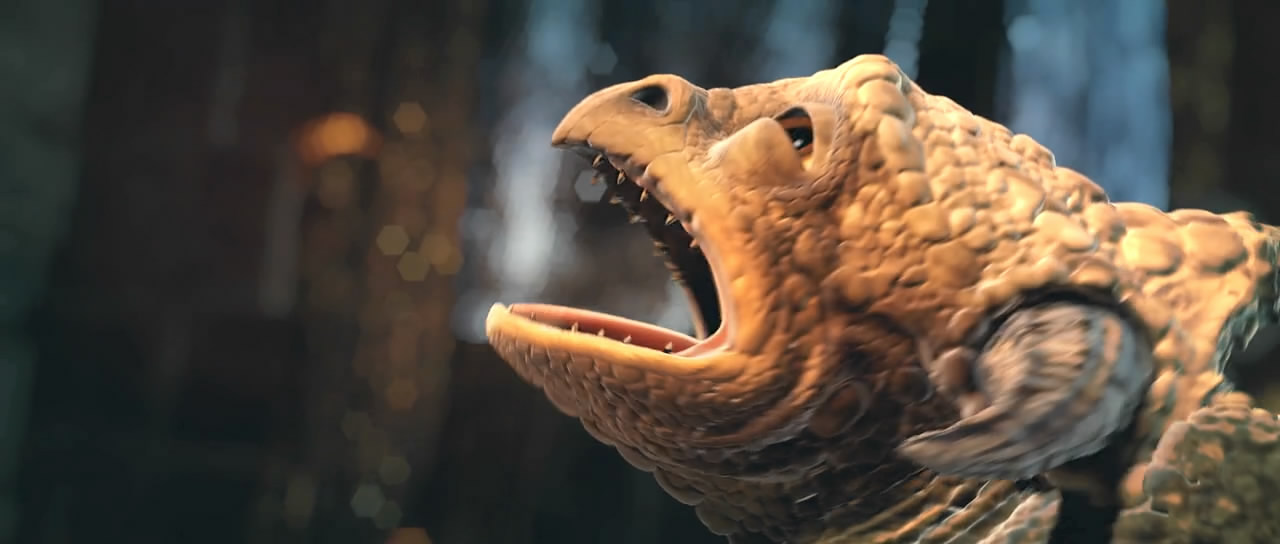
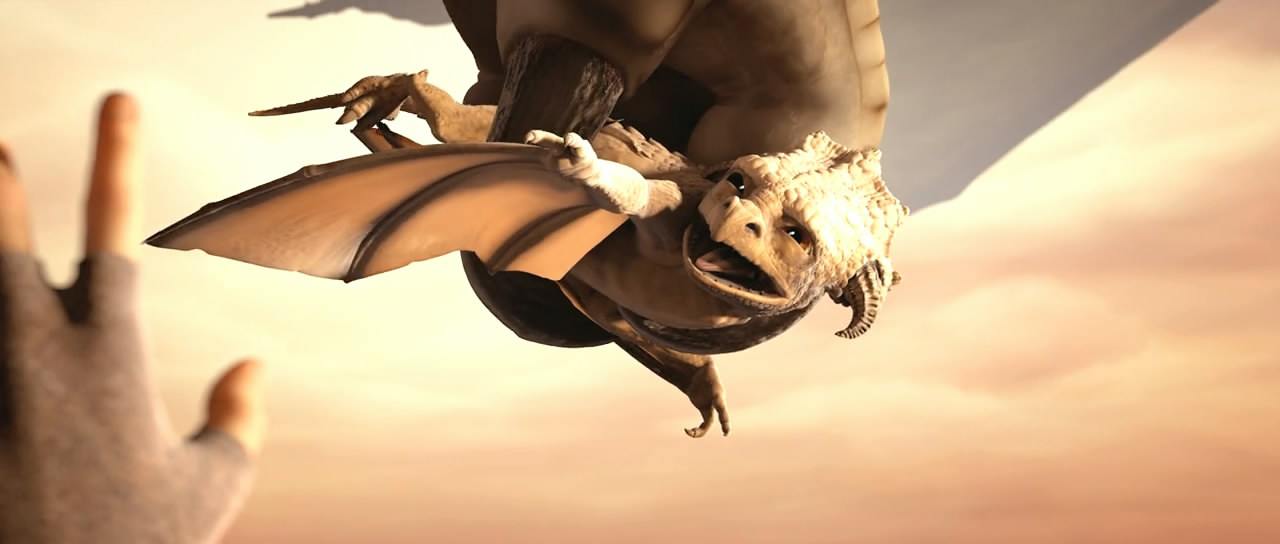
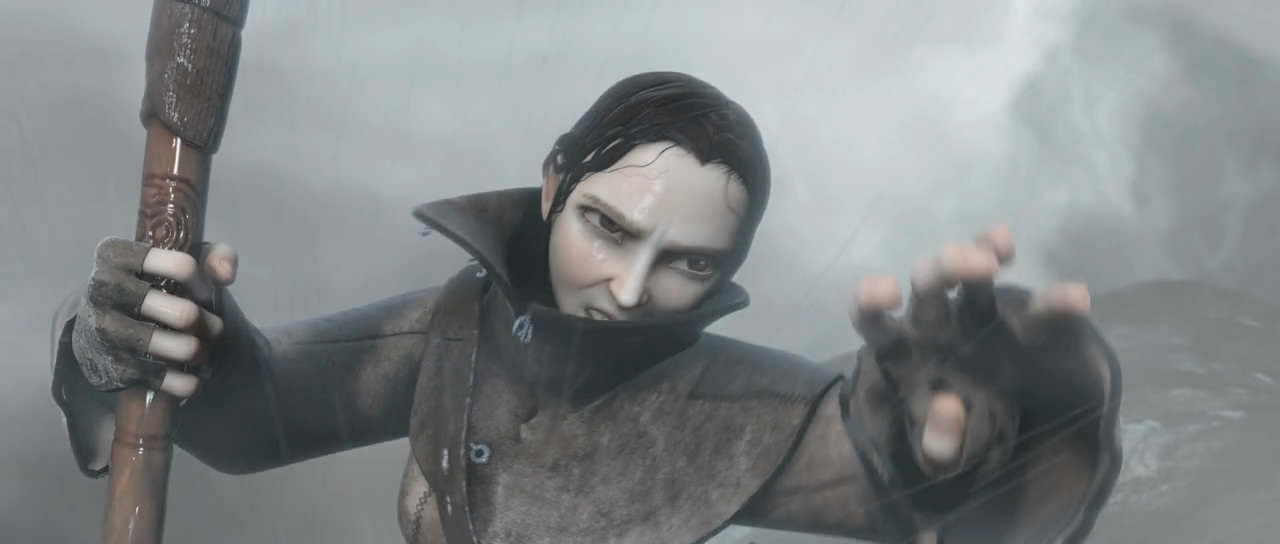